# Eidsbergs kommun
Eidsbergs kommun (norska: Eidsberg kommune) var en kommun i Østfold fylke i sydöstra Norge. Den administrativa huvudorten var Mysen. 
Kommunen upphörde den 1 januari 2020, då den slogs ihop med fyra andra kommuner till Indre Østfolds kommun.

## Tätorter
- Mysen
- Momarken
- Slitu

## Bilder

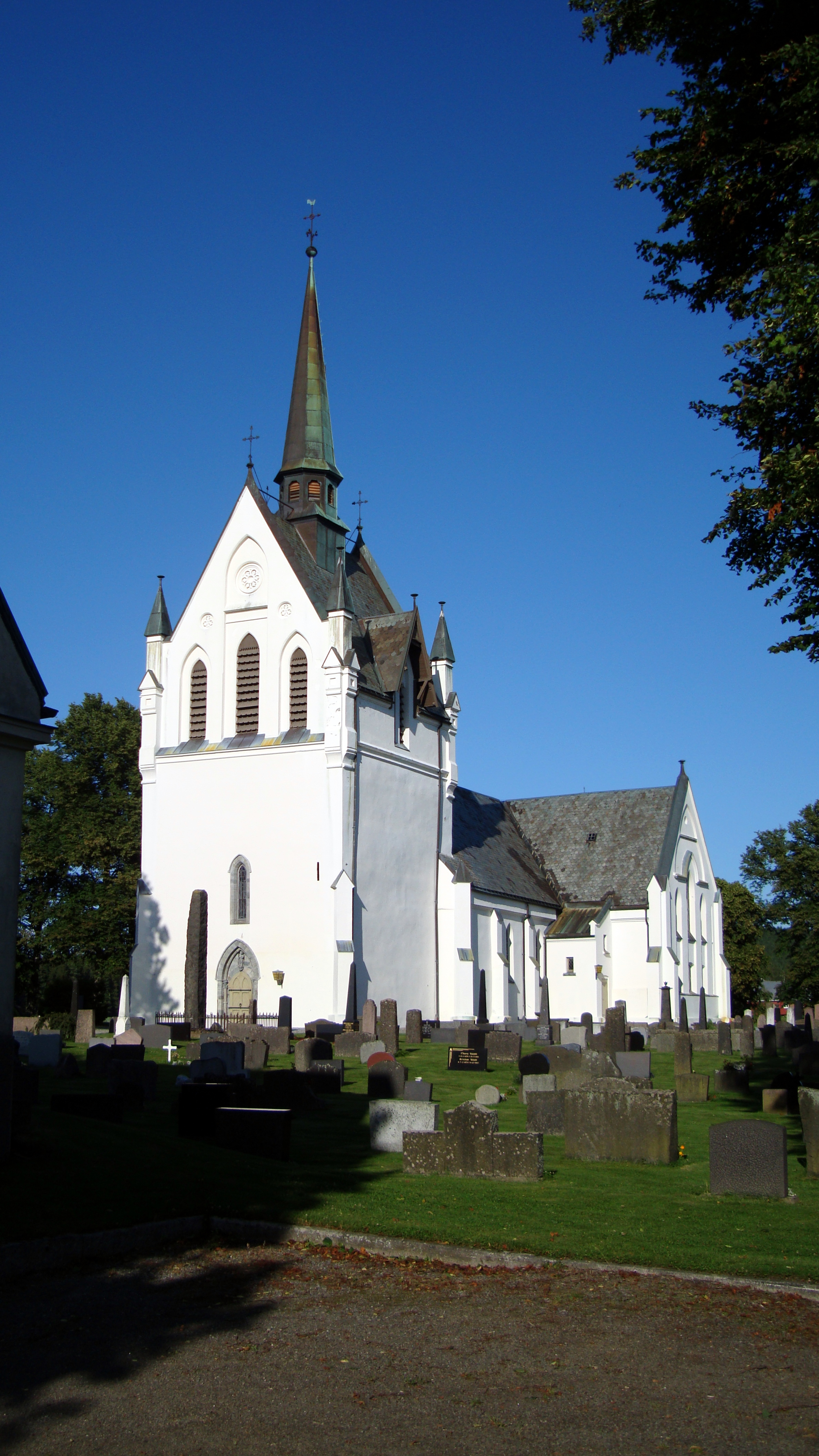
Eidsbergs kyrka.
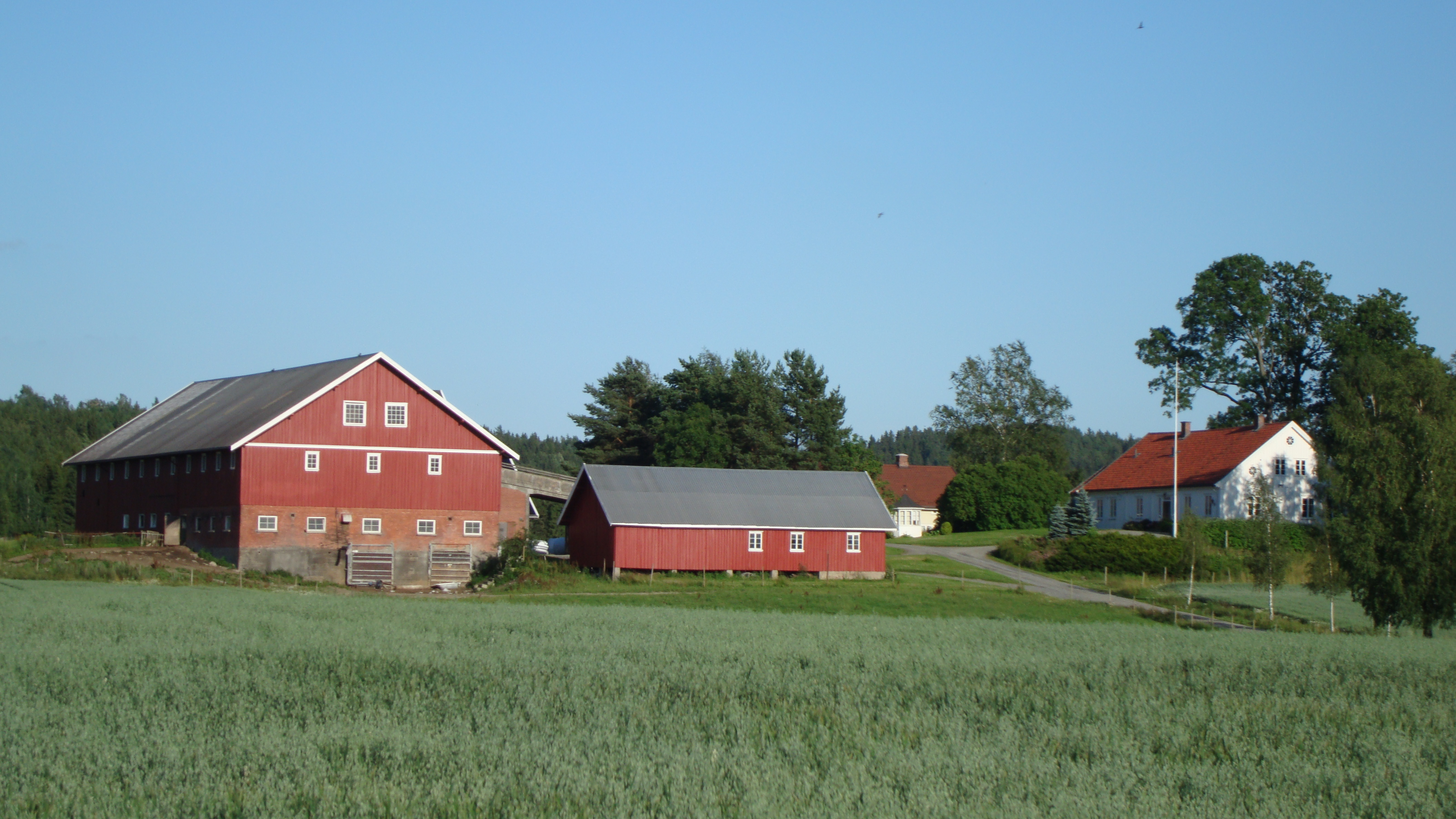
Eidsbergs prästgård.
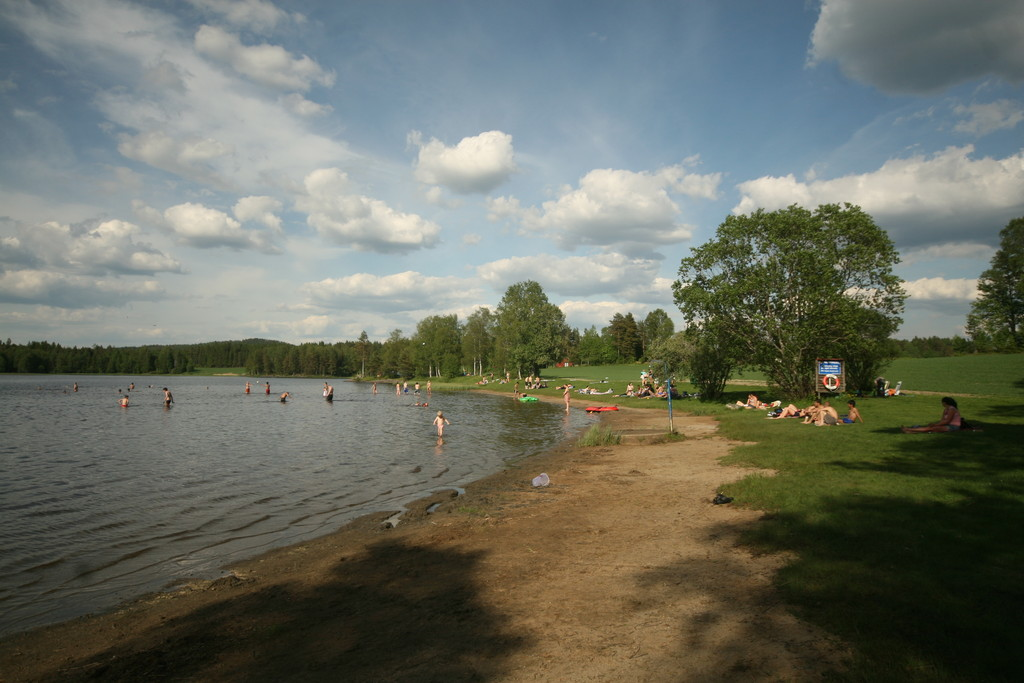
Lundebyvannet.